# Mara Winter
Mara Winter (* 1980 oder 1981), bürgerlich Margitta Winter, ist eine deutsche Schriftstellerin und Lektorin.

## Leben
Winter absolvierte ein Studium der Germanistik und arbeitete dann als Redakteurin, später als selbstständige Lektorin.
Ihr erstes Werk Verblüht: Episodenkrimi veröffentlichte sie 2015 auf der Self-Publishing-Plattform CreateSpace.com. Noch im selben Jahr schloss sich Summa cum Liebe bei dem in Fischbachtal ansässigen Buchverlag Sieben Verlag an. 2016 folgte Glitzerkram bei Feelings, einem eigentlich auf E-Books spezialisierten Imprint von Droemer Knaur, sowohl digital als auch als Taschenbuch.
Bei Knaur, ebenfalls eine Marke von Droemer Knaur, hat sie 2021 unter dem Pseudonym Ella Lindberg zwei weitere Romane veröffentlicht.
Auch „Mara“ ist ein Künstlername, denn bürgerlich heißt sie nach ihrer Großmutter mit Vornamen Margitta. Winter ist zweifache Mutter und zählt zu ihren Familienmitgliedern u. a. Ewald, Helwig und Sigrun Arenz sowie Ewald Rumpf.

## Veröffentlichungen

### Als Mara Winter
- Verblüht: Episodenkrimi, CreateSpace.com 2015, ISBN 978-1-5192-9317-6
- Summa cum Liebe, Sieben Verlag, Fischbachtal 2015, ISBN 978-3-86443-482-2
- Glitzerkram, Feelings 2016, ISBN 978-3-426-21561-6
- Nicht so welche Sprüche, Mami!: Kindermund: Affengeschichten, Selbstverlag, 2017,  ISBN 978-1-5495-5342-4
- Das geheime Kapitel, Pinguletta Verlag, Keltern 2019, ISBN 978-3-948063-03-0
- Das Glück fällt, wohin es will, dp Digital Publishers GmbH, Stuttgart 2019, ISBN 978-3-96443-664-1

### Als Ella Lindberg
- Das Leben braucht mehr Schokoguss, Knaur, München 2021, ISBN 978-3-426-52692-7
- Du bringst mein Chaos durcheinander, Knaur, München 2021, ISBN 978-3-426-52748-1